# Рушевине гробљанске цркве у селу Остраће
Рушевине гробљанске цркве у селу Остраће, насељеном месту на територији општине Лепосавић, на Косову и Метохији, представљају непокретно културно добро као споменик културе.
У селу Доње Остраће, на месту званом „Велике ливаде“, налазе се остаци гробљанске цркве. Делови темеља су оригинални док су у горњем делу оправке изводили мештани у новије време. Сачувани су и темељи помоћних просторија.

## Основ за упис у регистар
Решење Покрајинског завода за заштиту споменика културе у Приштини, бр. 242 од 21. 4. 1971. Закон о заштити споменика културе (Сл. гласник СРС бр. 3/66).